# Гилон, Карми
Карми Гилон (ивр. כרמי גילון‎; род. 1950, Иерусалим) — израильский государственный деятель. Директор Общей службы безопасности (ШАБАК) в 1995—1996 годах, посол Израиля в Дании, председатель местного совета Мевасерет-Цион.

## Биография

### Военная служба и ШАБАК
Карми Гилон родился в 1950 году в семье иерусалимских юристов. Службу в Армии обороны Израиля начал в бронетанковых войсках, но впоследствии был переведён в артиллерию. Получил ранение в ходе Войны на истощение, но вернулся в строй. Завершил военную службу в 1971 году, после чего поступил в Еврейский университет в Иерусалиме по специальности «политология и управление». По ходу учёбы, в 1972 году, был мобилизован на службу в Общую службу безопасности (ШАБАК) и, уже находясь на службе, окончил также вторую степень по этой специальности в колледже национальной безопасности. Темой магистерской диссертации Гилона, защищённой в 1990 году, была радикализация в правом идеологическом лагере Израиля.
Начав службу в ШАБАК с отряда по охране высших должностных лиц, с 1982 года Гилон возглавлял в ШАБАК Еврейский отдел. В период его нахождения в этой должности было раскрыто так называемое Еврейское подполье — радикальная организация, ответственная за подготовку и проведение ряда терактов против арабского населения Иудеи и Самарии. Ещё одним успехом Еврейского отдела под руководством Гилона был арест Йоны Аврушми, бросившего в 1983 году гранату в мирную демонстрацию в Иерусалиме (в результате этого теракта погиб левый активист Эмиль Гринцвейг). В 1989 году он назначен главой учебного отдела ШАБАК, в 1990 году — директором ШАБАК по Северному округу (в рамках этой должности также координируя деятельность организации в Ливане). С 1993 года Гилон занимал должность руководителя административного отдела ШАБАК, неся ответственность за кадры, финансы и логистику. Когда в 1994 году директор ШАБАК Яаков Пери был направлен на 4-месячные учебные курсы, Гилон был назначен исполняющим обязанности директора, и в 1995 году занял этот пост уже на постоянной основе. Премьер-министр Ицхак Рабин долго не мог сделать выбор между Гилоном и возглавлявшим Арабский отдел ШАБАК Гидеоном Эзрой и даже предлагал пост директора командующему ВМС Израиля Ами Аялону, но тот отклонил предложение, и в итоге Рабин утвердил кандидатуру Гилона.
Журналист-международник Дан Эфрон пишет, что назначение Гилона директором ШАБАК было символическим жестом, призванным показать, что отныне службы безопасности Израиля будут уделять внутренней угрозе (со стороны радикальных еврейских националистов) не меньше внимания, чем внешней (со стороны палестинцев). В правых кругах Израиля в свете разворачивающегося израильско-палестинского мирного процесса уже звучали угрозы убийства премьер-министра. Но попытки Гилона ужесточить меры по защите Рабина натолкнулись на сопротивление самого премьера: боевой генерал Рабин отказывался носить в своей стране бронежилет и ездить на роскошном бронированном «Кадиллаке», приобретённом по настоянию главы ШАБАК. В итоге пребывание Гилона на посту директора ШАБАК оказалось недолгим: в начале ноября 1995 года Рабина застрелил еврейский террорист-одиночка Игаль Амир. Гилон назначил комиссию по внутреннему расследованию, в течение трёх дней после убийства подготовившую отчёт с выводами и рекомендациями, и представил этот отчёт исполняющему обязанности премьер-министра Шимону Пересу вместе с заявлением об отставке. Он вышел в отставку в феврале 1996 года после короткого периода передачи дел Ами Аялону, назначенному новым директором ШАБАК. Накануне увольнения Гилон успел ещё санкционировать ликвидацию организатора многочисленных терактов против израильтян Яхьи Аяша, известного под прозвищем «Инженер»: Аяш был уничтожен зарядом взрывчатки, заложенным в его сотовый телефон.

### Дальнейшая карьера
После увольнения из ШАБАК Гилон в течение трёх лет занимал административный пост в частной страховой компании, а в 2000 году возглавил Центр мира Шимона Переса. В 2001 году он был назначен послом Израиля в Дании. Это назначение вызвало протесты как в Дании, так и в самом Израиле (в частности со стороны правозащитной организации «Бецелем»), связанные с тем, что бывшего директора ШАБАК обвиняли в поощрении применения пыток по отношению к арестованным палестинцам. Как минимум один из арестованных в период нахождения Гилона на посту директора ШАБАК умер в результате применения к нему «встряски» — одной из разновидностей физического воздействия. Несмотря на попытки добиться ареста Гилона в соответствии с Конвенцией ООН против пыток, дипломатическая неприкосновенность посла позволила этого избежать.
После окончания срока полномочий как посла, в 2003 году, Гилон был избран председателем местного совета Мевасерет-Цион; его список получил на местных выборах 5 мест в совете из 13. В 2004 году Гилон был обвинён в расизме после того, как заявил, что дети выходцев из Эфиопии, проживающих в Мевасерет-Цион, склонны к насилию, в том числе сексуальному, хулиганству и вандализму. В 2006 году, в связи с накопившейся задолженностью возглавляемого Гилоном местного совета, в МВД Израиля было принято решение назначить в Мевасерет-Цион бухгалтера, напрямую подчинённого министерству. Гилон, объяснявший дефицит бюджета значительными инвестициями в образование и социальное обеспечение и расценивший это как демонстрацию недоверия лично к нему, подал в отставку. После личной просьбы министра внутренних дел Гилон согласился продолжать исполнять обязанности председателя местного совета, но месяц спустя всё же уволился в знак несогласия с предлагаемой программой оздоровления экономики Мевасерет-Цион.
В июне 2007 года Еврейский университет в Иерусалиме объявил о назначении Гилона вице-президентом по внешним сношениям. Это назначение снова вызвало протесты; около 30 преподавателей университета направили его руководству письмо, в котором утверждалось, что оно противоречит гуманистическим целям, которые призван пропагандировать вуз. Тем не менее Гилон оставался на посту вице-президента Еврейского университета до 2013 года. Он также занимал место в советах директоров ряда финансовых компаний, включая Арабо-израильский банк, и общественных некоммерческих организаций.